# Jornalismo educacional
Chama-se Jornalismo Educacional ou Jornalismo de Educação a especialização da profissão jornalística nos fatos relacionados à educação, ao ensino, à pedagogia, à vida escolar, colegial e universitária.
Deve-se fazer uma diferença, de antemão, sobre o que é o Jornalismo Educacional (que cobre as notícias sobre educação) e o Jornalismo Educativo (que tem a pretensão de ensinar ou ser de alguma forma instrutivo ao leitor). Ambos existem como especialização profissional e são relacionados, embora distintos quanto à natureza do trabalho e dos assuntos publicados.

## Temas
As pautas do Jornalismo Educacional incluem a cobertura de eventos (vestibulares, greves de professores, manifestações estudantis, problemas em escolas públicas e particulares, cotidiano escolar), as instituições que geram produtos e fatos (escolas, colégios, liceus, educandários, creches, faculdades, universidades), as políticas públicas para a área (Ministério da Educação, secretarias estaduais e municipais de Educação, entidades de fomento à pesquisa e ao ensino) e o dia-a-dia do setor.

## Jornais escolares
Os jornais escolares, ou seja, produzido pelos próprios estudantes de uma escola ou faculdade (independentemente ou por meio de suas entidades de representação discente: grêmios e centros acadêmicos) são também uma fonte útil para o jornalista que cobre o setor. Estas publicações podem fornecer ideias para pautas, informações contextualizadas e atualizadas sobre tendências ou fatos da vida escolar, além de um pouco de inside information.

## Jornalismo Educacional no Brasil
No Brasil, a cobertura de Educação é muitas vezes restrita ao vestibular (concurso para ingresso nos cursos universitários de graduação e licenciatura). Um dos maiores expoentes profissionais brasileiros em Jornalismo Educacional é o jornalista Gilberto Dimenstein, que não apenas escreve sobre o setor como também colabora com programas de renovação pedagógica. Os principais veículos dedicados ao tema são a revista Nova Escola, o jornal carioca Folha Dirigida e os catálogos Guia Abril do Estudante e Aulas e Cursos. No antigo Jornal do Brasil, existia o Caderno Educação & Trabalho, editado pela jornlista Ana Lagoa e depois pela Eliane Bardanachvilli. Destacam-se como jornalistas que cobriram e ou cobrem a educação no Rio de Janeiro: Ana Lagoa, Adolfo Martins, Eliane Bardanachvilli, Nicia Maria, Elida Vaz, Paulo Fernando Figueiredo, Marcus Tavares, Andrea Antunes, Ediane Merola, Martha Neiva Moreira, Antonio Gois... 
É preciso cuidado ao falar do Jornalismo Educacional no Brasil. O tema requer muito estudo e pesquisa. No Rio de Janeiro, vários jornais se dedicaram ao jornalismo educativo. A começar pelo Diário de Notícias, com Cecília Meireles. O Jornal dos Sports também teve uma longa história nesta trajetória. 
Uma pesquisa foi realizada, neste sentido, por um grupo de jornalistas que trabalhou na década de 1990 em importantes jornais cariocas, como o Jornal dos Sports, O Dia, a Folha Dirigida, O Globo, o Jornal do Brasil. O trabalho foi conduzido pelos jornalistas Eliane Bardanachvilli, Elida Vaz e Marcus Tavares. 
As editorias de educação dos principais jornais diários brasileiros são chamadas de "Vestibular" em O Globo, "Fovest" na Folha de S.Paulo, "Vestibular" no Zero Hora e "Gabarito" no Correio Braziliense.
Na televisão, alguns canais e programas de referência são o Canal Futura, os programas Globo Educação e Globo Universidade (todos da TV Globo), e o Tecendo o Saber.